# Léonora Dori
Pour les articles homonymes, voir Dori.
Pour le roman de Mauriac, voir Galigaï (roman).
Léonora ou (É)Léonore Dori (ou Dosi) dite Galigaï, maréchale d’Ancre, née le 19 mai 1568 à Florence (duché de Florence), et morte sur l'échafaud le 8 juillet 1617 à Paris, est la confidente et dame d'atours de Marie de Médicis.

## Biographie

### Jeunesse et mariage

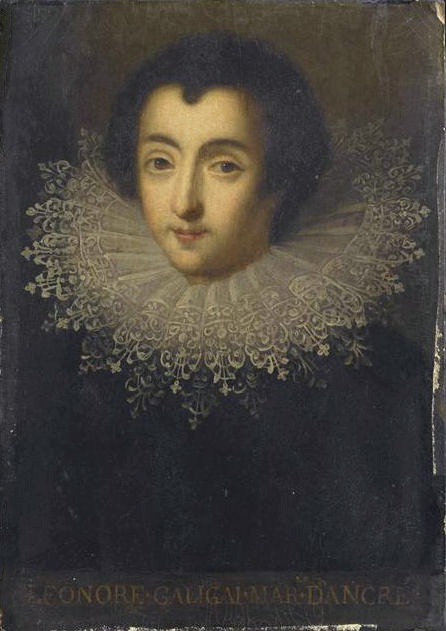
Léonora Dori,
Chantilly, musée Condé, XVIe siècle.

D'origine modeste, Léonora, qui « estoit fille d’un menuisier », grandit à Florence au Palais Pitti en tant que demoiselle de compagnie de Marie de Médicis. Elle parvint à obtenir comme nouveau patronyme, le nom de Galigaï, celui d'une vieille famille florentine bientôt éteinte : « Elle s’est fait appeler depuis quelques années de Galigay, qui est le nom d’une illustre famille de Florence, ayant permission de Monsieur le grand duc de prendre le nom & les armes de ceste famille, dont il ne restoit plus qu’un vieil homme, lequel neantmoins n’a jamais voulu pour rien au monde luy vendre la maison de ses predecesseurs. »
En 1600, elle suit sa maîtresse jusqu'en France lorsque celle-ci est mariée au roi Henri IV de France. Contrairement aux attentes de Marie de Médicis, le roi ne nomme pas Léonora dame d'atours, faute de quartier de noblesse et de célibat. La cameriera se voit néanmoins officiellement chargée des coiffures de la reine. Cependant, le projet de mariage de Léonora et Concini, gentilhomme rencontré durant le périple qui menait la princesse florentine à Marseille, accélère les choses. Henri IV accepte leur union mais à une seule condition : le couple doit retourner à Florence. Si Léonora veut rester en France, elle est tenue d’épouser un gentilhomme français et Concini de s’écarter de la cour.
Tandis que le roi quitte Lyon fin janvier 1601, la reine et sa suite entament leur remontée vers Paris pour atteindre Nemours le 2 février. Rejointe par Henri, ce n’est que six jours plus tard que Marie arrive à Paris, où elle fait la connaissance de la maîtresse du roi, Henriette d’Entragues. Or, la reine supporte mal la présence quasi quotidienne de cette favorite aux côtés de son époux. Elle trouve naturellement le réconfort dont elle a besoin auprès de sa confidente. Conscient du problème, Concini tente de négocier avec l’encombrante maîtresse ; si celle-ci y consent, il persuadera Léonora de calmer la reine, en échange de quoi Henriette plaidera la cause des deux Italiens auprès du roi. C’est ainsi que la cameriera obtient la charge tant convoitée de dame d'atours en avril 1601 et que le roi donne son accord à son union avec Concini. Le mariage a lieu le 12 juillet 1601 à Saint-Germain-en-Laye. Grassement doté par la reine, le couple reçut « la somme de 23 333 écus 1/3, évalués, suivant l’ordonnance, à 70 000 livres tournois ». De cette union naissent deux enfants.

### Auprès de Marie de Médicis
Devenue l'une des femmes les plus puissantes de France, Léonora obtient de la reine (alors régente après l'assassinat de Henri IV de France et pendant la minorité de Louis XIII) l'élévation de son mari, à la dignité de maréchal de France (sous le nom de « maréchal d'Ancre »). Elle obtient elle-même le titre de marquise d'Ancre. Capricieuse et cupide selon ses détracteurs, il est certain qu'elle fait tout de même preuve d'une grande intelligence et que contrairement à son époux, elle se tient plus ou moins retirée de la vie de Cour.
Malgré son origine modeste, sa fortune devient pourtant colossale puisqu'un ambassadeur vénitien l'évalue, en 1617, à quinze millions de livres ce qui équivaut aux trois quarts du budget annuel du royaume.

### État de santé
Souvent signalée par sa maigreur, Léonora doit cette complexion à de graves troubles nerveux qui lui font subir des crises d’hystérie et convulsions. Mais alors que ces malaises font leur apparition durant l’hiver 1602, la médecine se révèle incapable de les résoudre. Les Concini se tournent alors vers la religion : ils font dire des messes, réciter des prières, organiser des processions et des pèlerinages… Rien n’y fait. Le couple de favoris en vient à se demander si Léonora n’est pas possédée par quelconque démon, « explication qui paraissait logique et rationnelle dans le contexte culturel de l’époque ». Sur le conseil de son confesseur, Léonora s’adresse alors aux talents du général du couvent des ambrosiens de Nancy, un Milanais, qui a récemment exorcisé le cardinal de Lorraine. Mais après de nombreuses séances d’incantations, Léonora se révèle toujours aussi malade. Désespérés, les Concini font alors appel à Élie Montalto, médecin juif de passage à Paris en 1606, qui diagnostique un bulbus hystericus chez Léonora. Rapidement, les soins et le régime prescrits par le praticien font effet. Leonora, qui se considère alors comme guérie, le fait nommer médecin ordinaire.
Moines ambrosiens comme médecins juifs exercent leur savoir de manière occulte. Les séances d’exorcisme sont rapidement suspectées de n’être en réalité que de sinistres rituels magiques. De la même manière, les traitements prescrits par Montalto paraissent rapidement aussi suspects qu’ésotériques. Dès lors, les accusations de sorcellerie ne tardent pas : « de la kabbale à la magie, de la magie à la sorcellerie, de la sorcellerie aux pactes avec le diable, l’imagination populaire aidant, les limites n’étaient pas définies ; on mêlait alors tout cela dans une conception confuse du surnaturel ». S’étant détournée des remèdes traditionnels proposés par le christianisme, Léonora sera bientôt poursuivie en justice pour s’être adressée à des formes judaïques et étrangères.

### Disgrâce, procès et mort

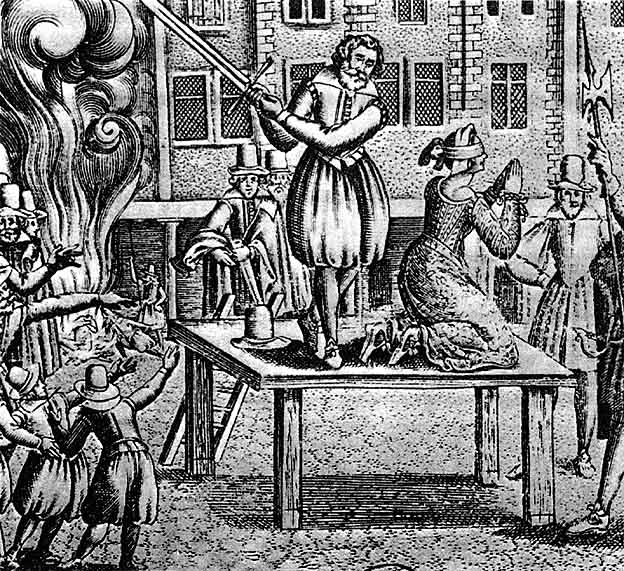
Exécution de Léonora Dori, gravure du XVIIe siècle.

Léonora est emportée dans la disgrâce de son mari (Concini est en effet assassiné sur ordre du roi Louis XIII). Elle est transférée du Louvre à la Bastille le 4 mai 1617, puis le 11 mai de la Bastille à la Conciergerie. L'instruction est confiée aux deux conseillers, Jean Courtin et Guillaume Deslandes, qui l'interrogent plusieurs fois entre le 22 mai et le 7 juillet. Son procès se tient au Parlement de Paris, dirigé par son premier président Nicolas de Verdun entouré de quatorze conseillers et quatre présidents de chambre.
Au cours de son audience, Léonora subit pas moins de vingt-deux interrogatoires et confrontations. Si elle échappe à la torture comme à la recherche de la marque que le diable a laissée sur son corps, près de cinquante témoins sont entendus à partir du 29 avril. Mais les dépositions recueillies auprès des proches des deux Italiens sont peu accablantes. Alors que, depuis la tombe, Concini est accusé d’avoir trahi la France en entretenant des liens avec l’Espagne et d’avoir mis la main sur les finances de l’État, Léonora, quant à elle, est poursuivie pour avoir abusé de la confiance de la reine, usé d’un odieux trafic d’influence et dépossédé le roi de son trésor. Mais beaucoup, comme Luynes, souhaitent la mort de la marquise pour pouvoir s’approprier ses biens. Or, les charges retenues contre elle ne suffisent pas pour obtenir une condamnation à mort. Une procédure en sorcellerie est donc engagée contre la Galigaï. Dans le cadre de son procès, Leonora est confrontée à deux chefs d’accusation : le recours à des rites d’exorcisme et à la médecine juive.
Une fois le procès engagé, certains libelles reprennent les éléments de l’accusation puis du verdict. C’est notamment le cas du Bref récit de tout ce qui s'est passé pour l'exécution & juste punition de la Marquize d'Anchre qui décrit le jugement et commente la sentence du tribunal : « par lesquels, atteinte & convaincue de crime de leze Majesté divine & humaine, elle est condamnée d’avoir la teste trenchée en la place de Greves, honneur certes trop grand, s’il y a de l’honneur à mourir de la sorte, puis son corps estre jetté dans le feu, qui sembloit estre destiné pour prendre vengeance de ses deux hydres, celle d’hercule ne pouvoit estre defaicte s’il n’y eust appliqué le fer, & le feu aussi ne pouvoit ?.. cette hydre de nos malheurs ». Elle est condamnée pour « les impiétés, entreprises contre l'autorité du roy en son État, traités et négociations secrètes avec les étrangers, fontes d'artillerie, changement des armes du roy et application de celles dudit Conchiny sur lesdites artilleries, magasins d'armes, poudre et autres munitions de guerre, interventions de deniers publics appliquéz au profit desdits Conchiny et transport d'iceux hors le royaume sans la permission du roi [… La cour] déclare lesdits Conchiny et Galigay sa veuve, criminels de lèse-majesté divine et humaine. » Même si elle a été accusée de sorcellerie au cours des débats du procès, l'arrêt n'en parle pas. Elle est décapitée et son corps brûlé le 8 juillet 1617 en place de Grève. La maréchale d'Ancre, accusée d'avoir ensorcelé Marie de Médicis, aurait répondu à ses juges : « Je ne me suis jamais servi d'autre sortilège que de mon esprit. Est-il surprenant que j'aie gouverné la reine qui n'en a pas du tout ? » ; la véracité de cette citation est cependant remise en cause par Gédéon Tallemant des Réaux.
Pamphlets et libelles posthumes
Après la mort de la marquise, les pamphlets changent de ton et brossent un portrait complètement différent de la cameriera. Plusieurs libelles, à l’instar du Discours sur la mort d’Eleonor Galligay et des Larmes de la marquise d’Ancre, représentent l’épouse de Concini affrontant valeureusement son sort : « Elle monte courageusement sur l’échaffaut, se resoult de mourir constamment, l’executeur là présent, après luy avoir couppé ses cheveux, la bande cependant que les Docteurs la disposoient à rendre son esprit à Dieu, elle toute resolüe se debande & ne s’effraya aucunement du coup qu’elle ne pouvoit eviter. »
Ces mêmes pamphlets illustrent également le sentiment de repentir de la marquise d’Ancre. De ce fait, elle admet avoir été « bien meschante d’avoir ainsi offensé le Roy de France ».
À travers ces regrets, les libelles témoignent de deux choses. La première est l’importance de l’expiation des péchés à l’époque moderne ; sans lui, le pécheur ne peut obtenir ni le pardon, ni son entrée au royaume de Dieu.
Dans la Harangue de la marquise d’Ancre, Léonora s’adresse ainsi une dernière fois aux Parisiens : « Toutesfois encore que mon offense soit grande, mon repentir est plus extreme, si j’ay beaucoup fally, j’ay encore plus de regret d’en avoir seulement eu la pensée, de sorte que demandant ma grace après ma punition, je la puis esperer de la misericorde du Sauveur du Monde. »
La seconde chose dont témoignent les pamphlets est l’aveu public des crimes de la marquise d’Ancre. En effet, à travers le repentir, les auteurs de libelles laissent entendre que Léonora reconnaît ses fautes : « La justice divine & humaine ne peut plus permettre l’impunité de mes crimes. »

## Postérité
Dans ses romans La Magicienne, Aelius Sejanus ou La Femme Cathenoise, son contemporain Pierre Matthieu l'attaque indirectement avec son mari.
Elle est également l'un des opposants principaux des Pardaillan, dans la série romanesque de Michel Zévaco et du chevalier de Capestang dans Le Capitan du même auteur.
Jean Anouilh en fera l'héroïne de sa pièce de théâtre Vive Henri IV ou la Galigaï écrite en 1976.
En 1994, le groupe de Black Metal anglais Cradle of Filth a utilisé sa citation « Mon sortilège a été le pouvoir que doivent avoir les âmes fortes sur les esprits faibles » (en français dans le texte) en marge de la chanson To Eve the Art of Witchcraft sur son premier album The Principle of Evil Made Flesh.

### Filmographie
- 1946 : dans le film Le Capitan de Robert Vernay, son rôle est interprété par Lise Delamare.
- 1960 : dans l'épisode « Qui a tué Henri IV ? » de La caméra explore le temps, son rôle est interprété par Nicole Kessel.
- 1960 : dans le film Le Capitan d'André Hunebelle, son rôle est interprété par Jacqueline Porel.
- 1976 : dans le téléfilm L'assassinat de Concino Concini, son rôle est interprété par France Beucler.
- 1977 : dans la série Richelieu, le Cardinal de Velours, son rôle est interprété par Maryvonne Schiltz.
- 2019 : dans la saison 3 de la série La Guerre des trônes, la véritable histoire de l'Europe, son rôle est interprété par Anne-Sophie Morillon.

## Sources imprimées

### Pamphlets
- Arrêt de la cour de Parlement contre le Mareschal d’Ancre & sa femme. Prononcé et exécuté à Paris le 8 juillet 1617, Rouen, Jacques Besongne, 1617, 8 p.
- Bref récit de tout ce qui s'est passé pour l'exécution & juste punition de la Marquize d'Anchre. Avec son Anagramme, et deux Epitaphes, dont l'une est Chronologique, Paris, Abraham Saugrain, 1617, 14 p.
- Chanson nouvelle des regretz de la Marquise d’Ancre. Sur le chant Pauvre femme que je suis, slnd, s.n., 1 p.
- Dialogue de la Galligaya & du Misoquin, esprit follet qui luy ameine son mary : la rencontre dudict esprit, avec l'ange gardien de monsieur le prince. Avec les figures, Paris, Jean Sara, s.d., 15 p.
- Discours sur la mort de Eleonor Galligay femme de Conchine Marquis d'Ancre. Executee en Greue le Samedy 8 de Juillet 1617, Lyon, Claude Larjot, 1617, 8 p.
- Les larmes de la Marquise d’Ancre, sur la mort de son mary. Avec les regrets de sa naissance, & detestation de ses crimes & forfaicts, Aix, Jean Tholosan, 1617, 13 p.
- La magie des Favoris, slnd, s.n., 30 p.
- La Medee de France. Dépeinte en la personne de la Marquise d'Ancre, Paris, Fleury Bourriquant, s.d., 14 p.
- TRICOTEL Edouard, Bibliothèque des pièces rares, t. 77, Les unicques et parfaictes amours de Galigaya et de Rubico, pièce satirique de l'année 1617 sur la maréchale d'Ancre, suivie de deux chansons du temps relatives à son exécution, Paris, Claudin, 1875.

### Placards, gravures et estampes
- Histoire véritable de la vie et de la mort de Conchini, prétendu marquis d’Ancre et mareschal de France et de sa femme, laquelle fut exécutée en place de Grève par arrêt du Parlement prononcé le huictième de juillet 1617, s.l.n.d., s.n..

### Autres
- Mercure François, t. IV, Les Mémoires de la Suitte de l’Histoire de nostre temps, sous le Règne du Très-Chrestien Roy de France et de Navarre Louis XIII. Contenant La Seconde Guerre Civile, depuis la tenue des Estats tenus à Paris en Fevrier 1615 jusqu’à la Paix de Loudun, en May 1616. Et, la Troisieme Guerre Civile, depuis l’arrest de la personne de M. le Prince de Condé, en Septembre 1616 jusqu’à la Déclaration du Roy en faveur des Princes, Ducs, Pairs et Officiers de la Couronne, qui s’estoient esloignez de sa Majesté, Et l’Arrest de la Cour de Parlement contre le Mareschal d’Ancre et sa femme, exécuté le 8 juillet 1617, Paris, Estienne Richer, 1615-1617.
- Pierre Boitel, sieur de Gaubertin, Histoire des choses plus mémorables de ce qui s’est passé en France, depuis la mort de feu Henry le Grand jusques en l’année mil six cent dixhuit. Et autres choses remarquables advenues aux pays Estrangers, Lyon, Jean Besongne, 1618.
- Idem, Histoire tragique de Circé ou suite de la défaite du faux amour, ensemble de l’heureuse alliance du cavalier victorieux et de la belle Adrastée, de l'invention de P. Boitel, sieur de Gaubertin, dédiée à Mme la mareschale de Vitry, Paris, Pierre Chevalier, 1617, 209 p.
- [?], Histoire tragique du marquis d’Ancre et de sa femme, contenant un bref narré de leurs pratiques et desseins, depuis le traité de Loudun jusques aux jours de leur mort et exécution, Paris, Antoine du Breuil, 1617.
- Abraham-Nicolas Amelot de La Houssaie, Mémoires historiques, politiques, critiques, et littéraires, Amsterdam, 1737.
- Matthieu Pierre, La Conjuration de Conchine, Paris, Pierre Rocollet, 1618.

### Études
- Noémie Courtès, « Léonora Galigaï en Dragontine », Critique, nos 673-674 « 2000 ans de magie »,‎ juin-juillet 2003, p. 484-497.
- Jean-François Dubost, La France italienne, XVIe-XVIIe siècle, Paris, Aubier Montaigne, coll. « Aubier histoires », 1997, 524 p. (ISBN 2-7007-2276-0, présentation en ligne), [présentation en ligne], [présentation en ligne].
- Jean-François Dubost, Marie de Médicis : la reine dévoilée, Paris, Payot, coll. « Biographie Payot », 2009, 1039 p. (ISBN 978-2-228-90393-6, OCLC 318870555, présentation en ligne), [présentation en ligne].
- Jean-François Dubost, « L'après Henri IV », Europa Moderna. Revue d'histoire et d'iconologie, no 2,‎ 2011, p. 5-14 (lire en ligne).
- Hélène Duccini, « Une campagne de presse sous Louis XIII : l'Affaire Concini (1614-1617) », dans Histoire sociale, sensibilités collectives et mentalités : mélanges Robert Mandrou, Paris, Presses universitaires de France, 1985, p. 291-301.
- Hélène Duccini, Concini : grandeur et misère du favori de Marie de Médicis, Paris, Albin Michel, 1991, 461 p. (ISBN 2-226-05265-8).
- Hélène Duccini, Faire voir, faire croire : l'opinion publique sous Louis XIII, Seyssel, Champ Vallon, coll. « Époques », 2003, 533 p. (ISBN 2-87673-372-2, présentation en ligne), [présentation en ligne], [présentation en ligne].
- Éliane Viennot, La France, les femmes et le pouvoir, t. 2, Les résistances de la société (XVIIe – XVIIIe siècles), Paris, Perrin, 2006-2008.

### Essais et littérature
- Robert Lavollée, La mort de « Conchine et Léonore » : l'assassinat de Concino Concini, le procès et l'exécution de Léonora Galigaï, Paris, L. Soye et fils, 1909.
- Andrée Lehmann, Les femmes et la sorcellerie. Deux procès célèbres : Léonora Galigaï, La Voisin, Paris, Ligue française pour le droit des femmes, 1926.
- Inès de Kertanguy, Léonora Galigaï, éditions Pygmalion, 2007.
- Georges Mongrédien, Léonora Galigaï, un procès de sorcellerie sous Louis XIII, Paris, Hachette, 1968.

### Théâtre
- Pierre Matthieu, La Magicienne étrangère, 1617 sur le site Théâtre Classique